# Анищенко Марія Борисівна
Марія Борисівна Ани́щенко (нар. 12 липня 1918, Ракитне — пом. 7 жовтня 1990, Вінниця) — українська радянська театральна акторка. Заслужена артистка УРСР з 1960 року.

## Біографія
Народилася 12 липня 1918 року в селі Ракитному (нині селище міського типу Бєлгородської області, Росія). 1936 року закінчила Бєлгородське педагогічне училище.
Упродовж 1936—1941 років працювала в Полтавському пересувному театрі імені Івана Котляревського; у 1942—1946 роках — в Полтавському театрі імені Миколи Гоголя; у 1946—1948 роках — в Ізмаїльському українському музично-драматичному театрі; з 1948 року — у Вінницькому українському музично-драматичному театрі імені Миколи Садовського. Померла у Вінниці 7 жовтня 1990 року.

## Ролі
- Маруся («Маруся Богуславка», «Дай серцю волю — заведе в неволю», «Ой не ходи, Грицю, та й на вечорниці…» Михайла Старицького);
- Куховарка («Куховарка» Анатолія Софронова);
- Людмила («Мертвий бог» Миколи Зарудного);
- Ганнуся («Весілля в Малинівці» Олексія Рябова, Леоніда Юхвіда);
- Оксана («Доки сонце зійде, роса очі виїсть» Марка Кропивницького);
- Мати («Перевертень» Августа Кіцберґа);
- Фулардель («Собор Паризької Богоматері» за Віктором Гюґо);
- Ліда («Платон Кречет» Олександра Корнійчука);
- Уляна («Дикий Ангел» Олексія Коломійця);
- Гурмижська («Ліс» Олесандра Островського);
- Устина Федорівна («Пора жовтого листя» Миколи Зарудного);
- Демидівна («Навала» Леоніда Леонова);
- Олеся Макарівна («Втрачений горизонт» Григорія Плоткіна);
- Ярова («Любов Ярова» Костянтина Треньова);
- Анна Павлівна («Живий труп» Лева Толстого, 1978);
- Бабуся («Привіт, синичко!» Ярослава Стельмаха);
- Палажка («Мартин Боруля» Івана Карпенка-Карого).